# Hans Carossa
Hans Carossa, född 1878, död 1956, var en tysk författare. Han föddes i Bayern, blev med. doktor 1903 och praktiserade som läkare i München till 1929. Under första världskriget deltog han som bataljonsläkare.
Carossa skrev dikter, romaner och memoarer. Hans stil präglades av visuell skärpa. Han förenade utvecklingsoptimism med den fatalism som krigets upplevelser gett honom.

## Verk
- 1910 - Gesammelte Gedichte
- 1913 - Die Schicksale Doktor Bürgers
- 1922 - Eine Kindheit (Barndom och brytningstid, översättning Josef G. Jonsson, Fahlcrantz & Gumælius, 1942)
- 1924 - Rumänisches Tagebuch (Rumänsk dagbok, översättning Brita Edfelt och Karin Hybinette, Tiden, 1961)
- 1928 - Verwandlungen einer Jugend (Ingår i Barndom och brytningstid)
- 1931 - Der Arzt Gion (Doktor Gion, översättning Irma Nordvang, Bonnier, 1936)
- 1936 - Geheimnisse des reifen Lebens
- 1941 - Das Jahr der schönen Täuschungen (De vackra illusionernas år, översättning Josef G. Jonsson, Fahlcrantz & Gumælius, 1944)
- 1945 - Der volle Preis
- 1946 - Aufzeichnungen aus Italien
- 1951 - Ungleiche Welten
- 1955 - Tagebuch eines jungen Arztes
- 1956 - Die Frau vom guten Rat

## Priser och utmärkelser
- Goethepriset 1938